# Härlig den natten
Härlig den natten är en julpsalm författad av Andrew L Skoog. Den har tre 4-radiga verser och en körsång, med 6 strofer, efter den första versen. Texten finns publicerad i Emil Gustafsons psalmbok Hjärtesånger 1895 med bibelcitatet  Ära vare Gud i höjden och frid på jorden från Lukasevangeliet 2.

## Publicerad i
- Hjärtesånger 1895 nr 45 under rubriken "Julsånger" och titeln "Betlehems sång".
- Förbundstoner 1957 nr 41 under rubriken "Guds uppenbarelse i Kristus: Jesu födelse".